# Socialismo croata
No debe confundirse con la ideología de la RS de Croacia
El socialismo croata (croata: Hrvatski socijalizam) fue el nombre de los cimientos de la ideología socioeconómica que el movimiento Ustacha en el Estado Independiente de Croacia comenzó a construir durante la Segunda Guerra Mundial. El régimen de Ante Pavelić produjo una extensa literatura sobre la organización económica y política que seguiría el nuevo estado croata, concluyendo en adoptar un socialismo puramente croata, fuertemente inspirado en el nacionalsocialismo alemán, basado en la colaboración de clases para el beneficio común y el nacionalismo étnico. Las autoridades argumentaron que el llamado "socialismo croata" era el modelo adecuado a la naturaleza del pueblo croata, que a lo largo de su historia se había caracterizado por su espíritu comunitario, solidario y cooperativo, y por su estructura obrero-campesina. Los fundamentos del socialismo autónomo como sistema de comunidades de interés autónomas ya fueron elaborados teóricamente en el Estado Independiente en las obras del filósofo Stjepan Zimmermann, el filósofo e indólogo Čedomil Veljačić, el sociólogo y etnólogo Mirko Kus Nikolajev, así como el sindicalista Aleksandar Seitz.